# 페블 (시계)
페블(영어: Pebble)은 페블 테크놀로지가 크라우드 펀딩 플랫폼, 킥스타터를 통해 펀딩하여 2013년 출시한 스마트워치이다. 킥스타터에서 1027만 달러를 모금하는 데 성공한다. 이 기록은 크라우드 펀딩으로 모금한 금액 중 최고 기록이다. 페블은 아이폰과 특정 안드로이드 장치와 호환된다. 장치와 연결된 상태에서 문자 메시지나 이메일, 전화, 페이스북과 트위터와 같은 소셜 네트워크 서비스에서 알람이 오면 진동으로 알림을 준다. 페블은 동시에 8개의 앱을 설치할 수 있으며, 이 앱들은 아이폰이나 안드로이드 앱 마켓에서 살 수 있다.

## 역사
페블은 에릭 미기코프스키(Eric Migicovsky)에 의해 디자인됐다. 미기코프스키는 비즈니스 와이 콤비네이터 비즈니스 인큐베이터 프로그램(Y Combinator business incubator program)을 통해 그의 아이디어를 구현했다. 미기코프스키는 Draper Fisher Jurvetson의 투자자, Tim Draper 등에게 37만 5천 달러를 펀딩한다. 하지만 추가적인 금액을 펀딩 받지는 못한다. inPulse라는 이름으로 제품을 출시했으나 대부분 실패한다. 그래서 2012년 4월 11일, 미기코프스키의 페블 테크놀로지는 킥스타터 캠페인을 런칭한다. 목표금액은 10만 달러였으며, 캠페인 런칭 2시간만에 이 금액을 달성했다. 그리고 30일이 지났을 때는 470만 달러를 달성한다. 2012년 5월 18일, 후원자 68,928명에 의해 10,266,844 달러를 모금하고 캠페인은 종료된다. 캠페인 당시 페블의 가격은 첫 200개는 99달러였으며, 115달러였다. 한편, 선주문 때는 150달러였다. 2013년 1월부터 대량생산에 돌입했으며, 주당 15,000대 생산을 목표로 잡았다. 2013년 7월 4일까지 85,000대가 판매됐다.

## 기능

### 하드웨어
페블은 샤프가 생산하는 1.26인치 144 x 168 전자잉크 디스플레이, 백라이트, 진동모터, 지자기센서, 주변 빛센서, 3축 가속도센서를 장착했다. 안드로이드 및 iOS와 블루투스 2.1로 통신한다. 블루투스 4.0이 가능한 장치와 통신할 경우, 블루투스 4.0을 이용한다. 수정된 USB 케이블을 통해 자력으로 연결되어 충전한다. 배터리는 한 번 충전으로 약 7일 정도 사용가능한 것으로 알려졌다. 킥스타터 후원자들의 요청에 의해 방수 기능이 추가됐으며 5기압까지 방수 가능하다. 이는 민물과 바닷물 모두에서 40미터까지 잠수가능함을 의미하며, 더불어 착용상태에서 샤워, 다이빙, 수영 등이 가능하다.

### 소프트웨어
페블에는 FreeRTOS에 기반한 페블 OS가 설치되어 있으며, 몇 개의 앱이 기본 설치되어 있다.

#### 페블 SDK
페블 테크놀로지는 제품이 배송되기 전에 페블 SDK를 공개한다고 밝혔다. 2013년 4월 12일, PoC(Proof of Concept, 개념 증명) 와치페이스(watchface) SDK와 문서를 공개했다. PebbleKit이라고 불리는 두 번째 SDK를 2013년 5월 17일 공개했다. 이 버전에서 AppMessage 프레임워크를 사용하여 페블과 스마트폰 장치 사이에 양방향 통신을 지원하기 시작했다.

## 페블 스틸
페블 스틸은 페블의 다음 세대 제품이다. 기존 페블보다 더 작은 몸체를 가진다. 또한 새로운 충전 케이블로 변경됐으며, 페블 로고가 새겨져 있다. 손목 밴드는 메탈과 가죽, 두 모델이 있다.

## 같이 보기
- 착용 컴퓨터